# Shamash-mudammiq
Shamash-mudammiq (en akkadien : ), mort vers 900 av. J.-C., est un roi de Babylone appartenant à la Dynastie de E, qui règne à l'époque de la Babylonie post-kassite vers la fin du Xe siècle av. J.-C.

## Biographie
Peut-être le fils du roi Nabû-mukin-apli (en) de la Dynastie de E selon certaines sources, il succède probablement à Mar-biti-ahhe-iddina (en).
Son règne, dont les dates exactes sont inconnues, se situe dans une période d'instabilité chronique de la Babylonie, que ce roi n'est pas arrivé à juguler.
Suivant la chronique assyrienne appelée Histoire synchronique, ce roi a été défait au pied du mont Yalman (peut au sud-est des monts Hamrin) par le souverain assyrien Adad-nerari II, conflit au cours duquel le roi babylonien trouve peut-être la mort, aux alentours de 900 av. J.-C..

## Famille

### Mariage et enfants
De son mariage avec une femme inconnue, il eut :
- Nabû-shuma-ukin Ier
- Sharnash